# 12,7 × 99 mm OTAN

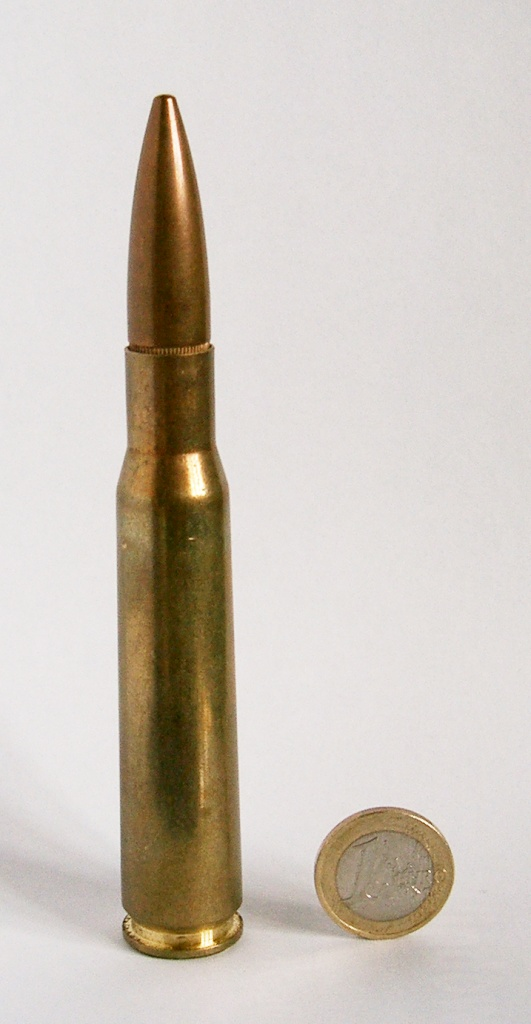
Cartutx Patrone 12,7 × 99 mm OTAN en comparació amb una moneda d'un euro per veure'n l'escala.

Mides del cartutx en polzades.

El cartutx 12,7 × 99 mm OTAN (també anomenada .50 Browning Machine Gun o .50 BMG) és una munició per a metralladora i alguns fusells desenvolupada als Estats Units a finals de la dècada de 1910. Va entrar en servei l'any 1921 amb la Metralladora M2. El disseny es correspon bàsicament a un cartutx .30-06 Springfield engrandit.
Aquest cartutx ha estat adoptat com a estàndard pels països de l'OTAN (així com molts d'altres) a partir de l'acord STANAG 4383. S'utilitza especialment en metralladores pesants.